# Raga (Soudan du Sud)
Raga (ou Raja) est une ville du Soudan du Sud, dans le comté de Raga, au Bahr el Ghazal occidental. 

## Description
Dotée d'un aéroport et de structures administratives, cette ville constitue un pôle économique autour d'activités principalement agricoles.
Sa population, constituée de nombreuses tribus (Balanda, Kresh Gbaya, Banda, Yulu…), est divisée entre musulmans (légèrement majoritaires) et chrétiens. Raja a été marquée par l'œuvre des prêtres de la mission Comboni, qui y ont fondé une école importante.
Ravagée par un contexte de guerre et parfois de famine (1998) durant les années de guerre civile, la population de Raja a payé un prix très lourd, comme l'illustre le témoignage publié en 2013 de la rescapée Naomi Baki, originaire de cette ville. 
Depuis l'indépendance de la nouvelle République du Sud-Soudan (9 juillet 2011), un effort de relance locale, soutenu par quelques ONG comme Médecins sans frontières tente de se mettre en place, malgré une situation d'insécurité persistante.
Au début de l'année 2012, d'après MSF, Raja compterait 26 000 habitants, dont 90 % de réfugiés revenus après la guerre.